# Polynema pulchricoloris
Polynema pulchricoloris är en stekelart som beskrevs av Soyka 1956. Polynema pulchricoloris ingår i släktet Polynema och familjen dvärgsteklar.
Artens utbredningsområde är Österrike. Inga underarter finns listade i Catalogue of Life.